# ماجد بن عبدالعزیز آل سعود

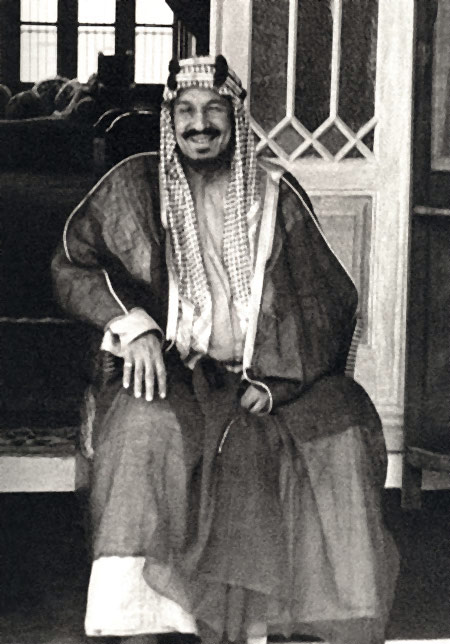
تصویر مجد بن عبدالعزیز آل سعود

ماجد بن عبدالعزیز آل سعود(متولد ۱۹ اکتبر ۱۹۳۸ در ریاض، عربستان سعودی - درگذشته ۱۲ آوریل ۲۰۰۳ در مکه، عربستان سعودی) بیست‌وششمین پسر ملک عبدالعزیز، بنیانگذار و اولین پادشاه عربستان سعودی که ۵ سال بین سال‌های ۱۹۷۵ تا ۱۹۸۰ وزیر امور شهری و روستایی عربستان سعودی و ۱۹ سال حاکم استان مکه بود.

## زندگی سیاسی
وی درسال ۱۹۷۵ به عنوان وزیر امور شهری و روستایی عربستان سعودی منصوب شد و ۵ سال بعد درسال ۱۹۸۰، پس از تصرف مسجدالحرام و عزل برادرش شاهزاده فواز بن عبدالعزیز آل سعود به عنوان حاکم استان مکه، منصوب شد و تا سال ۱۹۹۹ به مدت ۱۹ سال در این سمت باقی ماند.